# Violettfotad puderskivling
Violettfotad puderskivling (Cystolepiota bucknallii) är en svampart som först beskrevs av Berk. & Broome, och fick sitt nu gällande namn av Singer & Clémençon 1972. Violettfotad puderskivling ingår i släktet Cystolepiota och familjen Agaricaceae. Inga underarter finns listade i Catalogue of Life.

## Beskrivning
Den violettfotade puderskivlingen är en liten svamp med en hatt på ett par centimeters diameter. Den är först blåviolett, men ljusnar senare till gulvit utom längst ut mot kanten. Även foten har samma färgmönster. Lamellerna under hatten är blekt brungula. Hatten och foten är pulveraktigt pudrade. Svampen har en oangenäm lukt av lysgas.

## Ekologi
Svampen är en saprofyt som växter i hasselsnår på mulljord, och i förnaskiktet på ängar med inslag av träd. Svampen har stora krav på sin miljö: Habitaten måste vara fuktiga och kalkrika, och får inte vara sura. Varje förekomstlokal har bara ett mindre antal fruktkroppar, som tros tillhöra en en enda svampindivid. Även om fruktkropparna inte lever länge, kan myceliet leva i många decennier.

## Utbredning
Violettfotad puderskivling växer i flera länder i Europa från södra Nordeuropa till norra Sydeuropa, och österut till europeiska Ryssland. Den förekommer också i kustområdena i de tempererade delarna av Nordamerika. Den har även blivit funnen i Asien, närmare bestämt i Israel. Trots det stora utbredningsområdet är svampen mycket ovanlig.
I Sverige är arten mycket sällsynt, och har endast påträffats i Skåne, Västergötland, på Öland och i Närke. Den är rödlistad som nära hotad (NT), på grund av de höga krav den har på livsmiljön. Utdikningar, avverkningar eller andra åtgärder som ändrar levnadsvillkoren för svampen är klara hot.
I Finland saknas arten helt.